# María Antonia Vallejo Fernández
María Antonia Vallejo Fernández, bijgenaamd La Caramba (Motril, 9 maart 1751 – Madrid, 10 juni 1787), was een Spaans komisch actrice en zangeres in de tonadilla.

## Biografie
María Antonia Vallejo Fernández werd geboren in 1751 als dochter van Bernardo Vallejo en María Manuela Fernández. Ze verliet haar ouderlijk huis om zich te wijden aan de showbusiness en in 1776 verhuisde ze naar Madrid. Ze debuteerde op Pasen datzelfde jaar in het Coliseo de la Cruz met het Manuel Martínez-gezelschap.
Ze zong in buffa-opera's en tonadilla's en voerde wilde Andalusische zigeunerliederen uit. Ze kreeg de artiestennaam La Caramba na een uitroep ¡caramba! aan het eind in een van haar tonadilla's. Na haar huwelijk in 1781 beëindigde ze haar carrière, maar scheidde daarna van haar man en keerde terug naar het podium in de speciaal gecomponeerde tonadilla El luto de Garrida por la muerte de la Caramba. Ze trok zich in 1784 om onbekende redenen plotseling terug van het podium en ging een klooster binnen waar ze in 1787 op 36-jarige leeftijd overleed. 
In 1942 ging de zarzuela La Caramba, gecomponeerd door Federico Moreno Torroba op basis van het libretto van Luis Fernandéz Ardavin, in première in Madrid. In 1951 draaide Arturo Ruiz Castillo de film María Antonia 'La Caramba' met Antoñita Colomé in de titelrol.

## Trivia
In 1985 werd een inslagkrater op de planeet Venus naar haar vernoemd.